# La Bataille pour la forêt
 (février 2023).
Si vous disposez d'ouvrages ou d'articles de référence ou si vous connaissez des sites web de qualité traitant du thème abordé ici, merci de compléter l'article en donnant les références utiles à sa vérifiabilité et en les liant à la section « Notes et références ».
La Bataille pour la forêt est une émission de télévision québécoise en six épisodes de 30 minutes présentée par la journaliste Gabrielle Anctil et présentée à partir du 14 février 2023 sur la chaîne Savoir média. Elle a été produite en collaboration avec l’Université du Québec et avec la participation financière du Fonds des médias du Canada.

## Synopsis
La série décortique les multiples enjeux liés à la forêt, qu’ils soient scientifiques, économiques, environnementaux, humains ou sociaux. Elle va à la rencontre de chercheurs, industriels, politiciens ou citoyens qui cherchent des solutions innovantes vers le développement durable et une saine gestion des forêts québécoises.

## Épisodes
Chaque épisode voit l’animatrice Gabrielle Anctil s’entretenir avec ceux et celles qui cherchent à préserver la forêt québécoise, notamment avec plusieurs chercheurs et chercheuses du réseau de l’Université du Québec. 

### La forêt ancienne
Dans ce premier épisode, des chercheurs et chercheuses tentent de recomposer le passé de la forêt québécoise afin de mieux comprendre les réactions des forêts aux changements climatiques en cours.

### L'industrie de la forêt
Cet épisode traite des contradictions de l'industrie forestière et offre une entrevue avec Louis Pelletier, Forestier en chef du Québec depuis 2016.

### La forêt et les changements climatiques
Cet épisode s'intéresse à la façon dont la forêt réagit aux changements climatiques et s’y adapte.

### La forêt urbaine
Cet épisode s'intéresse à la canopée urbaine et aux changements climatiques qui menacent de plus en plus les infrastructures vertes de nos villes.

### La forêt à protéger
Cet épisode se penche sur le déploiement d'efforts pour protéger la forêt et la création d'aires protégées.

### L'avenir de la forêt
L'avenir de la forêt passe par le concept d’aménagement écosystémique des forêts, une approche intégrée et inscrite dans la loi québécoise qui permet d’assurer le maintien de la biodiversité des écosystèmes. 